# Kontraktova plosjtsja (metrostation)
Kontraktova plosjtsja (Oekraïens: Контрактова площа, ⓘ) is een station van de metro van Kiev. Het station maakt deel uit van de Obolonsko-Teremkivska-lijn en werd geopend op 17 december 1976 als noordelijk eindpunt van de tweede metrolijn van de stad. Het metrostation bevindt zich onder het gelijknamige plein (Contractplein) in de wijk Podil. Zijn huidige naam kreeg station Kontraktova plosjtsja in 1991, in de Sovjettijd heette het, net als het bovengelegen plein, Tsjervona plosjtsja (Rode Plein).
Het station is ondiep gelegen en beschikt over een perronhal met zuilengalerijen. De zuilen en de wanden langs de sporen zijn bekleed met groen-bruin marmer. De perronhal is aan beide uiteinden verbonden met voetgangerstunnels die leiden naar het Kontraktova plosjtsja en de Voelytsja Nyzjni val.